# 耶律屋质
耶律屋质（915年—973年），字敌辇。辽太宗时担任处理契丹贵族政教事务的官员‘惕隐’。辽世宗时担任于越，遼穆宗时担任北院大王。
辽太宗耶律德光在中原死后，耶律屋质在耶律李胡和耶律阮的斗争中，支持耶律阮。后又向耶律阮谏言耶律察割会造反，但没有被辽世宗说接纳。遼天祿四年（951年）9月，世宗協助北漢攻後周，行軍至歸化（今內蒙古呼和浩特）的祥古山，耶律察割杀遼世宗耶律阮。耶律屋质后又拥立寿安王耶律璟称帝。
耶律璟继任帝位后嗜酒无度，整日酒醉不醒不理朝政，人称“睡王”。耶律屋质辅政出任北院大王，发展农业生产稳定社会富国强兵，被契丹百姓称为富民大王。

## 延伸阅读
[在维基数据编辑]
 《遼史·卷77》，出自脱脱《遼史》